# Util-linux
util-linux — комплект низькорівневих системних утиліт, стандартний пакунок операційної системи Linux.
Був створений форк util-linux-ng (де ng значить "next generation" — нове покоління) коли розвиток зупинився,, але у січні 2011 йому була повернута назва util-linux, і це стало офіційним пакунком.
Набір включає такі утиліти:
- addpart
- agetty
- arch (замість неї пропонується використовувати uname або arch з coreutils)[5]
- blkid
- blockdev
- cal
- cfdisk
- chfn
- chkdupexe
- chrt
- chsh
- clock
- col
- colcrt
- colrm
- column
- ctrlaltdel
- cytune
- ddate (більше не включається за умовчанням)[6]
- delpart
- dmesg
- elvtune (зайва з ядра Linux версії 2.6.9)[5]
- fallocate
- fdformat
- fdisk
- findfs
- findmnt
- flock
- fsck
- fsck.cramfs
- fsck.minix
- fsfreeze
- fstab
- fstrim
- getopt
- hexdump
- hwclock, query and set the hardware clock (RTC)
- ionice
- ipcmk
- ipcrm
- ipcs
- isosize
- kill
- ldattach
- line (замість неї пропонується використовувати head)[5]
- logger
- login
- look
- losetup
- lsblk
- lscpu
- mcookie
- mesg
- mkfs
- mkfs.bfs
- mkfs.cramfs
- mkfs.minix
- mkswap
- more
- mount
- mountpoint
- namei
- newgrp (замість неї пропонується використовувати newgrp з shadow-utils)[5]
- nologin
- partx
- pg
- pivot_root
- raw
- readprofile
- rename
- renice
- reset
- rev
- rtcwake
- script
- scriptreplay
- setarch (including architecture symlinks such as i386, linux32, linux64, x86_64, etc.)
- setsid
- setterm
- sfdisk
- swaplabel
- swapoff
- swapon
- switch_root
- tailf
- taskset
- tunelp
- ul
- umount
- unshare
- uuidd
- uuidgen
- vigr (замість неї пропонується використовувати vigr з shadow-utils)[5]
- vipw (замість неї пропонується використовувати vipw з shadow-utils)[5]
- whereis
- wipefs
- write

Раніше включені, але нині вилучені утиліти:
- fastboot[7]
- fasthalt[7]
- halt[7]
- initctl[7]
- ramsize (was a symlink to rdev)[8]
- rdev[8]
- reboot[7]
- rootflags (was a symlink to rdev)[8]
- shutdown[7]
- simpleinit[7]
- vidmode (was a symlink to rdev)[8]

## Дивись також
- GNU Core Utilities

## Виноски
1. ↑  The util-linux-ng Open Source Project on Open Hub: Languages Page — 2006.
2. 1 2 3 4  https://github.com/karelzak/util-linux/blob/master/README.licensing
3. ↑  [ANNOUNCE] util-linux-ng fork. 18 грудня 2006. Архів оригіналу за 13 квітня 2014. Процитовано 26 лютого 2012.
4. ↑  [ANNOUNCE] util-linux without -ng. 1 грудня 2010. Архів оригіналу за 20 березня 2012. Процитовано 26 лютого 2012.
5. 1 2 3 4 5 6  git.kernel.org - utils/util-linux/util-linux.git/blob - DEPRECATED. Процитовано 2 вересня 2011.[недоступне посилання з лютого 2019]
6. ↑  https://git.kernel.org/?p=utils/util-linux/util-linux.git;a=commit;h=4a8962f3a7cb970b28add7d770528edebbe03635 [Архівовано 2014-02-12 у Wayback Machine.]
7. 1 2 3 4 5 6 7  https://git.kernel.org/?p=utils/util-linux/util-linux.git;a=commit;h=0ff9e65ea30ee7e3548d11992a180d95d0a02fe9%5Bнедоступне+посилання+з+лютого+2019%5D
8. 1 2 3 4  https://git.kernel.org/?p=utils/util-linux/util-linux.git;a=commit;h=a3e40c14651fccf18e7954f081e601389baefe3f%5Bнедоступне+посилання+з+лютого+2019%5D